# Тен Кате, Ян-Якоб Лодевейк
Ян-Якоб Лодевейк тен Кате (нидерл. Jan Jakob Lodewijk ten Kate; 23 декабря 1819, Гаага — 24 декабря 1889, Амстердам) — голландский поэт.

## Биография
Священник в Амстердаме[прояснить]. Сборники его стихотворений[прояснить]: «Gedichten», «Bladeren en Bloemen», «Rozen», «Vertaalde Poesie». В 1840-х вместе с Винклером Принсом написал ряд остроумных сатир под заглавием[прояснить] «Braga» против извращений литературного вкуса того времени. Из поэм Кате, отличающихся большой лёгкостью стиха, самые известные — «De Schepping» (1866) и «De Planeten» (1869). В прозе Кате издал собрание проповедей и путевых заметок об Италии.